# Греъм (окръг, Аризона)
Вижте пояснителната страница за други населени места с името Греъм.
Окръг Греъм (на английски: Graham County) е окръг в щата Аризона, Съединени американски щати. Площта му е 12 020 km², а населението – 37 599 души (2016). Административен център е град Сафорд.